# 滝沢観音
滝沢観音（たきざわかんのん）は、会津三十三観音第18番札所。本尊は聖観音。

## 歴史
現在は滝沢不動院の境内に奉安されているが、元々は一箕八幡神社の境内にあった。
永禄9年（1566年）7月に、蘆名盛氏が鰐口を一箕山滝沢寺に寄進したという記録がある。観音堂は慶安3年（1650年）に一箕山八幡神社の拝殿西隣に創建されたと伝わる。観音堂は明治の神仏分離令により不動川（溷川支川）上流の滝沢不動院内に移されたが、滝沢寺は廃絶した。なお、旧観音堂は現在も一箕八幡神社の旧位置に残っており、献額も掲げられている。

## 御詠歌
- 滝沢の 落ちて流るる 滝の水 かかる末々 弥勒なるらん（ たきさわへ おちてながるる たきのみず かかるすえずえ みろくなるらん）

## 御朱印
- 檀家が管理している。

## アクセス

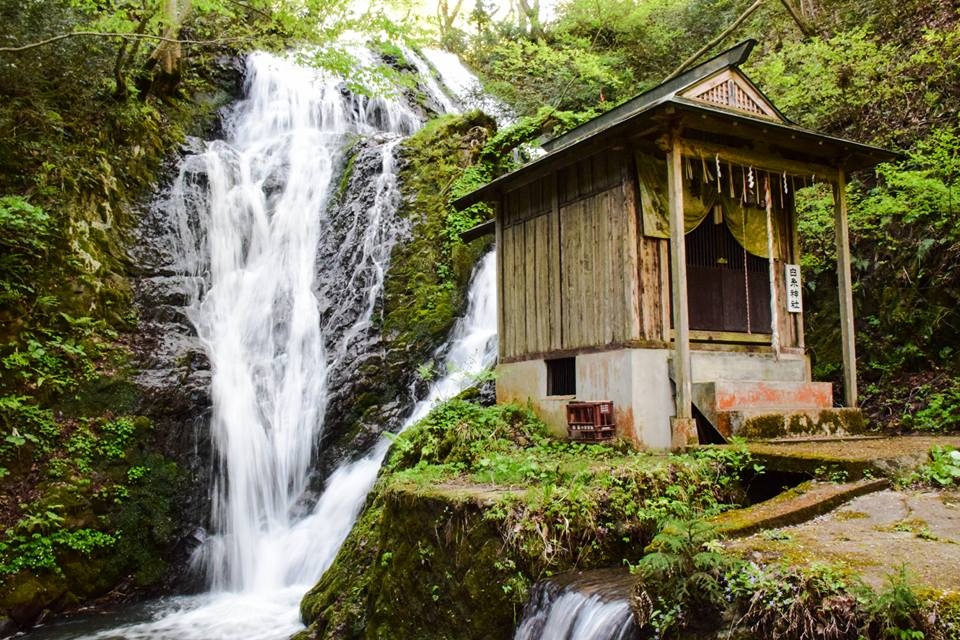
白糸の滝

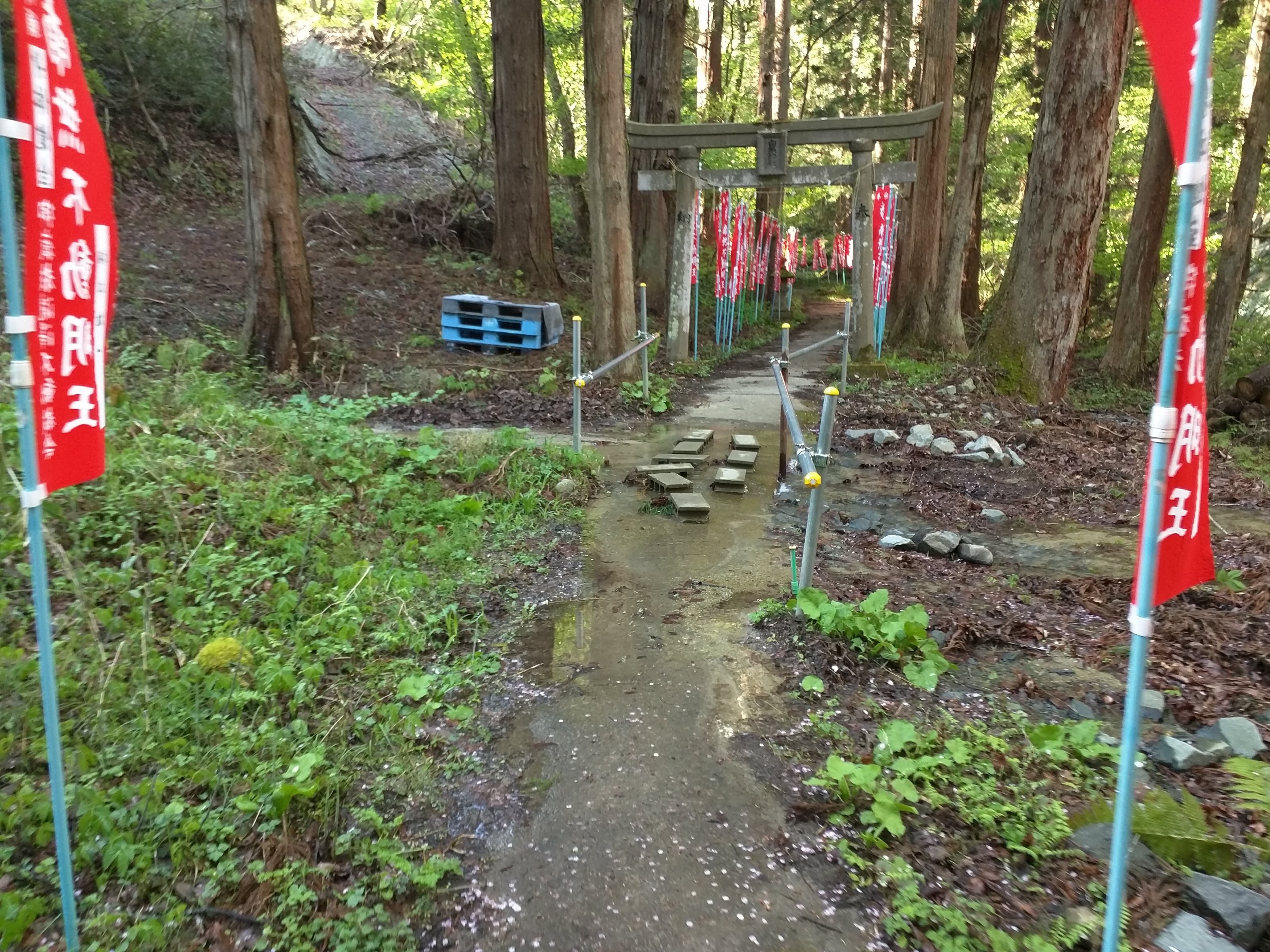
滝沢観音の洗い越し

公共交通機関
- 会津バス　若松　⇒　金堀 （2016/4/1ダイヤ改正） 滝沢下車 徒歩25分
- 会津バス　ハイカラさん （2016/4/1ダイヤ改正）　飯盛山下下車 徒歩30分

## 周辺
滝沢不動尊の境内沿いには不動川が流れており、その近くには名勝滝沢不動滝がある。